# Der Teufel möglicherweise
Der Teufel möglicherweise (Originaltitel: Le diable probablement) ist ein französischer Film aus dem Jahre 1977. Regie führte Robert Bresson.

## Handlung

### Zusammenfassung
Der Film spielt im Paris der 1970er Jahre und handelt von Charles, einem zwanzigjährigen Mann und Umweltschützer, der beginnt, an der Welt zu verzweifeln. Er führt eine Beziehung mit Alberte, wendet sich aber wenig später Edwige zu. Da er auch in dieser Beziehung unbefriedigend ist, sucht er einen Psychoanalytiker auf, der ihm rät, sich beim Freitod wie die alten Römer von einem Sklaven helfen zu lassen. Schließlich lässt sich Charles auf dem Friedhof Père-Lachaise erschießen.

### Beschreibung
Die erste Einstellung des Films zeigt ein Bateau-mouche, das spätabends langsam über die Seine gleitet. Nach einer Weile erscheinen auf dieser Einstellung die Vorspann-Daten. – Es folgen zwei Ansichten von Zeitungsschlagzeilen. Die erste lautet: „Ein junger Mann begeht Selbstmord auf dem Père Lachaise“ („Un jeune homme se suicide au Père-Lachaise“). In der zweiten heißt es, der junge Mann habe nicht Suizid begangen, sondern sei erschossen worden („Le «suicidé» du Père-Lachaise a été assassiné“). – Auf die dann folgende Einstellung ist ein Insert eingeblendet: „sechs Monate vorher“ („six mois plus tôt“). Der Film erzählt die Geschichte der letzten sechs Monate im Leben seiner Hauptfigur Charles.
Charles gehört wie Michel und die zwei jungen Frauen Alberte und Edwige zu einer kleinen Gruppe, die sich mit der durch den Menschen betriebenen Umweltzerstörung auseinandersetzt. Gemeinsam sichtet und kommentiert man Filmmaterial, in dem die Umweltzerstörung und auch die Tötung von Tieren zu Profitzwecken dokumentiert wird. Man besucht politische, kirchliche, wissenschaftliche Veranstaltungen. Schnell wird klar, dass Charles in keiner der dort angebotenen Perspektiven einen wirklichen Ausweg oder eine Lösung erkennen kann. Als man einmal eine Versammlung besucht, in der ein Redner die Destruktion proklamiert („je proclame la destruction“), macht Charles sich bei den Teilnehmern schnell mit kritischen Zwischenrufen unbeliebt. Die anderen der Gruppe drängen Charles zum schnellen Verlassen des Raumes.
Eine Weile scheint es, dass Charles in den Beziehungen zu jungen Frauen einen Halt finden könnte. Alberte zieht aus der elterlichen Wohnung zu Charles, in dessen kleines Zimmer. Später wendet er sich eher Edwige zu, aber eine feste Bindung entsteht zu keiner der beiden. Stattdessen verbringt er eine Nacht bei einer dritten Frau, die er nur flüchtig kennt und die ihn am nächsten Morgen vor die Tür setzt.
Die zentrale Szene des Films spielt in einem Pariser Autobus. In ein Gespräch zwischen Charles und Michel mischen sich erstaunlicherweise bald andere Fahrgäste lautstark ein. Es geht kreuz und quer durcheinander: „Die Regierungen sind kurzsichtig.“ – „Die Regierungen können gar nichts machen, die Massen bestimmen den Lauf der Dinge.“ – So geht es eine Weile weiter, bis einer der Fahrgäste, auf die Frage, wer denn nun die Schuld an der Misere habe, antwortet: „Der Teufel möglicherweise“ („Le diable probablement“).
Seit Alberte unter Charles’ Sachen ein kleines Fläschchen mit Zyankali gefunden hat, sind die Freunde alarmiert. Es gibt auch schriftliche Andeutungen – wann er sich denn töten solle, wenn nicht jetzt –, und man sieht, wie er die Nähe einer Gruppe sucht, die vor sich hin sinnierend auf einem Seine-Quai lagert, und er dort in der Tasche eines der Männer eine Pistole findet. Auf Drängen der Freunde sucht Charles schließlich einen Psychiater auf. Die Wirkung der ihm gestellten Fragen und der ihm gegebenen Ratschläge ist allerdings das Gegenteil von Therapie. Nur der letzte Hinweis des Psychiaters – im antiken Rom hätten Selbstmörder nicht selbst Hand an sich gelegt, sondern den Dienst einem Sklaven oder auch einem Freund übertragen – wird für Charles zum Beschluss.
Charles kauft die Pistole, auf die er bei der Gruppe auf dem Seine-Quai gestoßen war, und begibt sich zu Valentin, einem drogensüchtigen jungen Mann, den man immer schon einmal als eine Figur am Rande des Geschehens gesehen hatte. Charles bietet ihm eine große Summe Geld an, wenn er, Valentin, tue, was er von ihm verlange. Mit der Metro fahren die beiden zum Friedhof Père Lachaise, und dort, im Dunkel der Nacht, erschießt Valentin Charles.

## Kritik
„Eine äußerst pessimistische Beschreibung der modernen Gesellschaft, in der Verweigerung als einzig sinnvolle Reaktion erscheint. Obwohl jegliches explizite Zeichen der Hoffnung fehlt, erweist sich der Film in seiner Radikalität der Anklage insgesamt als Aufforderung zum Umdenken.“

„In einer Welt der hemmungslosen Verschmutzung, Zerstörung und Zertrümmerung, vorgeführt in den Projektionen filmischer Dokumente, die noch dazu verfremdet sind, in einer solchen Welt wirken die aseptischen Bilder der Bressonschen Kamera nicht mehr nur reinigend von Schmutz des üblichen Kinos. Diese Filmsprache, die sich beharrlich weigert, neben den Einzelheiten das üppig Ganze, und sei es aus den Augenwinkeln, wahrzunehmen, scheint selbst schon in Auflösung begriffen, reduziert und zerstört.“

## Auszeichnungen
Auf der Berlinale 1977 wurde Bressons Film mit dem Silbernen Bären „Spezialpreis der Jury“ ausgezeichnet.

## Würdigungen
Der französische Filmregisseur François Truffaut schrieb, als der Film Mitte 1977 in den Pariser Kinos anlief, im Wochenblatt „Pariscope“:

„In einem Film von Bresson geht es weniger um das Zeigen als um das Verbergen. Die Ökologie, die moderne Kirche, Drogen, Psychiatrie oder Suizid? Nein, darin besteht nicht das Thema von Der Teufel möglicherweise. Sein eigentliches Thema ist die Intelligenz, die Ernsthaftigkeit und die Schönheit der heutigen Heranwachsenden, insbesondere die von vier unter ihnen, von denen man mit Cocteau sagen könnte, dass «die Luft, die sie atmen, leichter ist als Luft».“

Olivier Assayas, ebenfalls französischer Filmregisseur, mehr als zwanzig Jahre nach Truffaut geboren, nannte Der Teufel möglicherweise in einer Liste zehn für ihn wichtiger Filme:

„Bresson hatte einen riesigen Einfluss auf meine frühe Herangehensweise an Filme. Ich hatte das Gefühl, wenn das Kino die Höhen eines Bresson erreichen konnte, dann würde es sich lohnen, diesem Weg zu folgen und sein Leben dieser Praxis zu widmen. Wie bei all diesen Einflüssen muss man sich irgendwie von ihnen lösen, und sei es nur, um man selbst zu werden. Aber über die Jahre hinweg ist meine Ehrfurcht vor Bressons Werk ungebrochen geblieben. Dieser Film, der sich mit den Siebzigern beschäftigt, einer Zeit, in der ich ein Teenager war, sehr ähnlich der von Antoine Monnier dargestellten Figur, hat für mich immer einen ganz besonderen Platz eingenommen.“

## Wissenswertes
- Das Filmposter des Gaumont-Filmverleihs wurde gestaltet von Raymond Savignac.[7]
- Der deutsche Titel Der Zufall möglicherweise des polnischen Films Przypadek von Krzysztof Kieślowski (1981/87) ist eine Anspielung auf Der Teufel möglicherweise.